# Macrosiphoniella frigidivora
Macrosiphoniella frigidivora är en insektsart. Macrosiphoniella frigidivora ingår i släktet Macrosiphoniella och familjen långrörsbladlöss. Inga underarter finns listade i Catalogue of Life.